# Wolfgang Smith

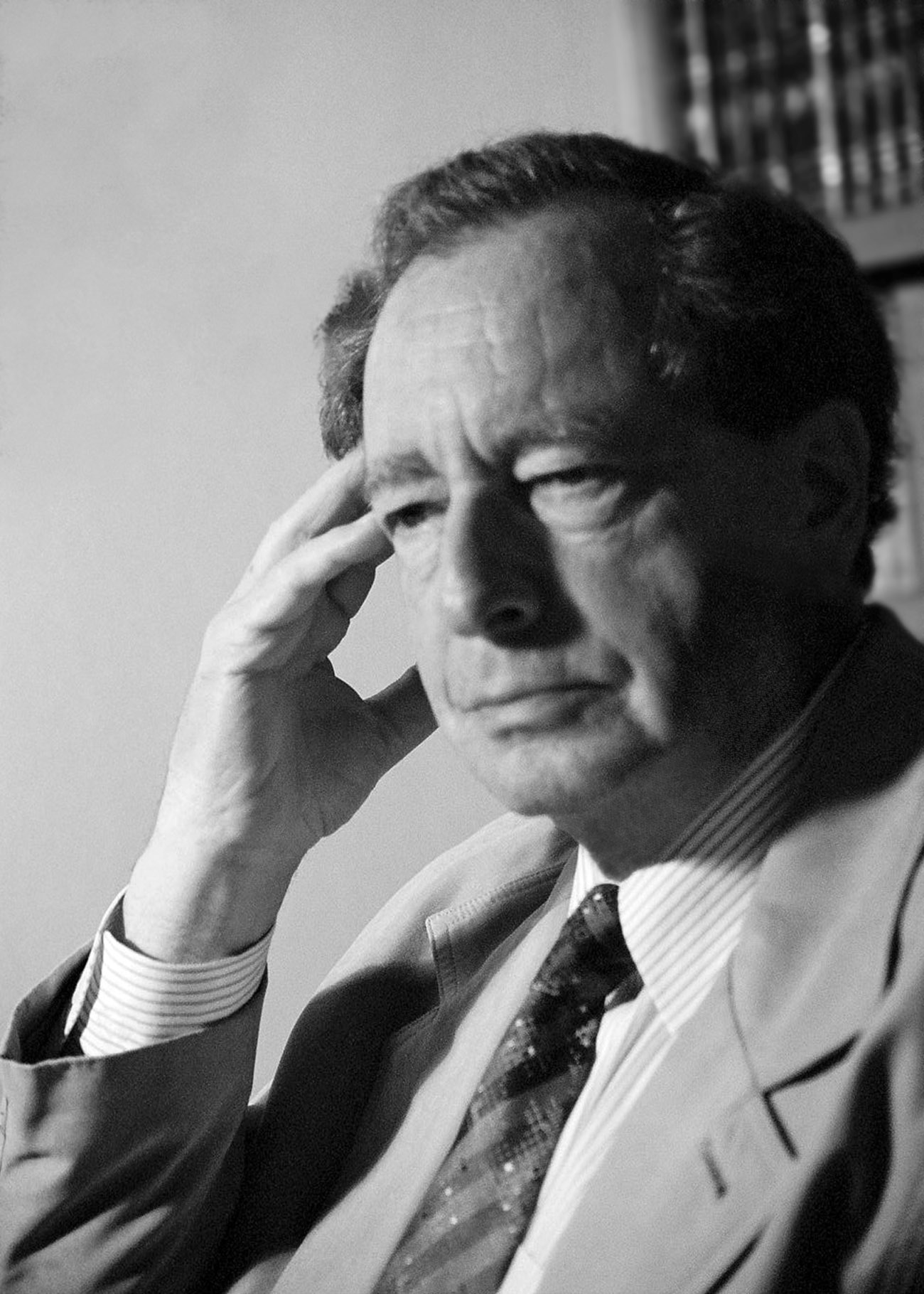
Wolfgang Smith, 1995

Wolfgang Smith (* 18. Februar 1930 in Wien; † 19. Juli 2024) war ein US-amerikanischer Physiker, Philosoph und Mathematiker. Smith galt als Philosoph als Vertreter der Traditionalistischen Schule.

## Werdegang
Smith studierte Mathematik, Physik und Philosophie an der Cornell University mit dem Bachelor-Abschluss 1948 (B.A.) und erhielt 1950 einen Master-Abschluss in theoretischer Physik von der Purdue University. Danach arbeitete er bei der Bell Aircraft Corporation an theoretischen Problemen des Wiedereintritts von Raumflugkörpern. Er wurde 1957 an der Columbia University in Mathematik promoviert und war danach am Massachusetts Institute of Technology, der University of California, Los Angeles und der Oregon State University, an der er Professor für Mathematik war. 1992 ging er in den Ruhestand.
Er befasste sich außer mit Mathematik (besonders algebraische Topologie und Differentialtopologie) und angewandter Mathematik (Aerodynamik u. a.) mit Theologie, Metaphysik und Religion. Er befasste sich mit (katholischer) christlicher Philosophie (Teilhard de Chardin, Thomismus), aber auch in Indien mit der vedischen Tradition. Er betrachtete Naturwissenschaften als eingebettet in philosophische Traditionen.

## Werke (Auswahl)
- Wolfgang Smith: Cosmos and Transcendence: Breaking Through the Barrier of Scientistic Belief. Sherwood Sugden and Company, Peru, IL 1984, ISBN 0-89385-028-4.
- Wolfgang Smith: Teilhardism and the New Religion: A Thorough Analysis of the Teachings of Pierre Teilhard De Chardin. TAN Books & Publishers, Rockford, IL 1988, ISBN 0-89555-315-5.
- Wolfgang Smith: The Quantum Enigma: Finding the Hidden Key. Sherwood Sugden and Company, Peru, IL 1995, ISBN 0-89385-042-X.
- Wolfgang Smith: The Wisdom of Ancient Cosmology: Contemporary Science in Light of Tradition. The Foundation for Traditional Studies, Oakton, VA 2003, ISBN 0-9629984-7-8.
- Mehrdad M. Zarandi (Hrsg.): Science and the Myth of Progress. World Wisdom, Bloomington, IN 2004, ISBN 0-941532-47-X, The Plague of Scientistic Belief (webcitation.org [abgerufen am 27. April 2008]).
- Wolfgang Smith: The Betrayal of Tradition: Essays on the Spiritual Crisis of Modernity. Hrsg.: Harry Oldmeadow. World Wisdom, Bloomington, IN 2005, ISBN 0-941532-55-0, 'Progress' in Retrospect.